# Аттіка (селище, Нью-Йорк)
Аттіка (англ. Attica) — селище (англ. village) в США, в округах Вайомінг і Дженесі штату Нью-Йорк. Населення — 2450 осіб (2020).

## Географія
Аттіка розташована за координатами 42°51′51″ пн. ш. 78°16′47″ зх. д. / 42.86417° пн. ш. 78.27972° зх. д. (42.864098, -78.279810).  За даними Бюро перепису населення США в 2010 році селище мало площу 4,38 км², уся площа — суходіл.

## Демографія
Згідно з переписом 2010 року, у селищі мешкало 2547 осіб у 1066 домогосподарствах у складі 689 родин. Густота населення становила 581 особа/км².  Було 1166 помешкань (266/км²).
Расовий склад населення:
| - 96,5 % — білих - 0,5 % — чорних або афроамериканців - 0,5 % — азіатів - 0,2 % — корінних американців - 1,1 % — осіб інших рас |

До двох чи більше рас належало 1,3 %. Частка іспаномовних становила 1,7 % від усіх жителів.
За віковим діапазоном населення розподілялося таким чином: 24,7 % — особи молодші 18 років, 61,9 % — особи у віці 18—64 років, 13,4 % — особи у віці 65 років та старші. Медіана віку мешканця становила 38,1 року. На 100 осіб жіночої статі у селищі припадало 93,7 чоловіків;  на 100 жінок у віці від 18 років та старших — 91,5 чоловіків також старших 18 років.
Середній дохід на одне домашнє господарство  становив 55 830 доларів США (медіана — 54 265), а середній дохід на одну сім'ю — 66 427 доларів (медіана — 61 853). Медіана доходів становила 46 761 долар для чоловіків та 26 800 доларів для жінок. За межею бідності перебувало 10,4 % осіб, у тому числі 17,0 % дітей у віці до 18 років та 5,4 % осіб у віці 65 років та старших.
Цивільне працевлаштоване населення становило 1230 осіб. Основні галузі зайнятості: освіта, охорона здоров'я та соціальна допомога — 18,7 %, науковці, спеціалісти, менеджери — 15,7 %, роздрібна торгівля — 15,5 %.